# Baryscapus malophilus
Baryscapus malophilus är en stekelart som först beskrevs av Barnard D. Burks 1943.  Baryscapus malophilus ingår i släktet Baryscapus och familjen finglanssteklar. Inga underarter finns listade.